# Multirotor
Multirotor eller multikopter är en luftfarkost, en helikopter som framdrivs av minst tre rotorer. Namnen tricopter, quadcopter, hexacopter och octocopter syftar på multirotorfarkoster med 3, 4, 6, respektive 8 rotorer.

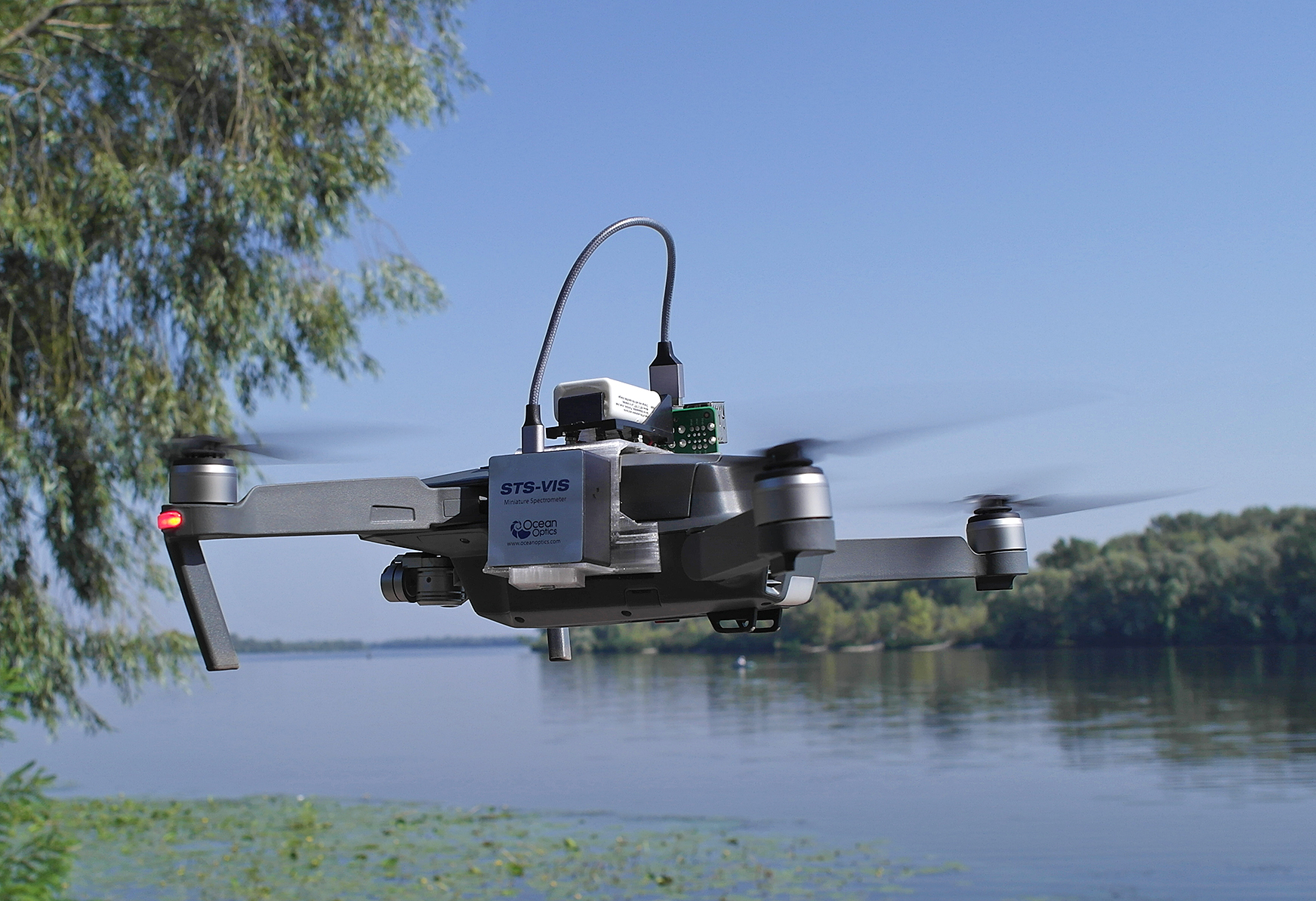
Multirotor med spektrofotometer.

På grund av sin enkla konstruktion har multirotorer blivit mycket populära inom radiostyrt flyg.